# Денино (Пермский край)
Денино — деревня в Косинском районе Пермского края. Входит в состав Левичанского сельского поселения. Располагается юго-восточнее районного центра, села Коса. Расстояние до районного центра составляет 38 км. По данным Всероссийской переписи населения 2010 года, в деревне проживало 34 человека (17 мужчин и 17 женщин).

## История
До Октябрьской революции населённый пункт Денино входил в состав Чураковской волости, а в 1927 году — в состав Чураковского сельсовета. По данным переписи населения 1926 года, в деревне насчитывалось 32 хозяйства, проживало 185 человек (85 мужчин и 100 женщин). Преобладающая национальность — коми-пермяки.
По данным на 1 июля 1963 года, в деревне проживало 143 человека. Населённый пункт входил в состав Чураковского сельсовета.